# 柯氏野鯪
柯氏野鯪，為輻鰭魚綱鯉形目鯉科的其中一個種。分布於非洲剛果河中游與Rovuma河流域，本魚唇有皺摺，背鰭凸狀；背鰭軟條10至14枚；脊椎骨31至33個，體側具有深褐色的條紋，體長可達47公分。

## 扩展阅读
維基物種上的相關：柯氏野鯪